# Isotopen van beryllium
Het chemisch element beryllium (Be), met een atoommassa van 9,012182(3) u, heeft 12 isotopen, waarvan alleen 9Be stabiel en een primordiaal nuclide is. Dit betekent dat het op aarde reeds bestond toen deze gevormd werd.
Vanwege het feit dat beryllium maar één stabiele isotoop kent, valt beryllium onder de mononuclidische elementen. Onder invloed van de kosmische straling, waaraan de aardatmosfeer blootgesteld wordt, wordt een kleine hoeveelheid van het radioactieve isotoop 10Be gevormd. Dit proces is vergelijkbaar met de vorming van 14C, maar 10Be heeft een veel langere vervaltijd. Het kan daarom gebruikt worden om geologische processen zoals erosie en vorming van sedimentaire lagen te volgen. 10Be heeft een halveringstijd van 1,39 miljoen jaar en 7Be een halveringstijd van 53,2 dagen. Alle andere isotopen hebben een halfwaardetijd van minder dan een minuut.
Omdat 7Be en 10Be niet stabiel zijn kunnen hogere elementen niet tijdens de oerknal gevormd zijn bij de oerknal-nucleosynthese, maar moeten zij ontstaan zijn door kernfusieprocessen in sterren. Beide nucliden worden ook wel kosmogene nucliden genoemd, omdat ze gevormd worden onder invloed van kosmische straling. Zo is er een verband aangetoond tussen de hoeveelheid 7Be die vanuit de lucht op de aarde terechtkomt en de zonnecyclus:

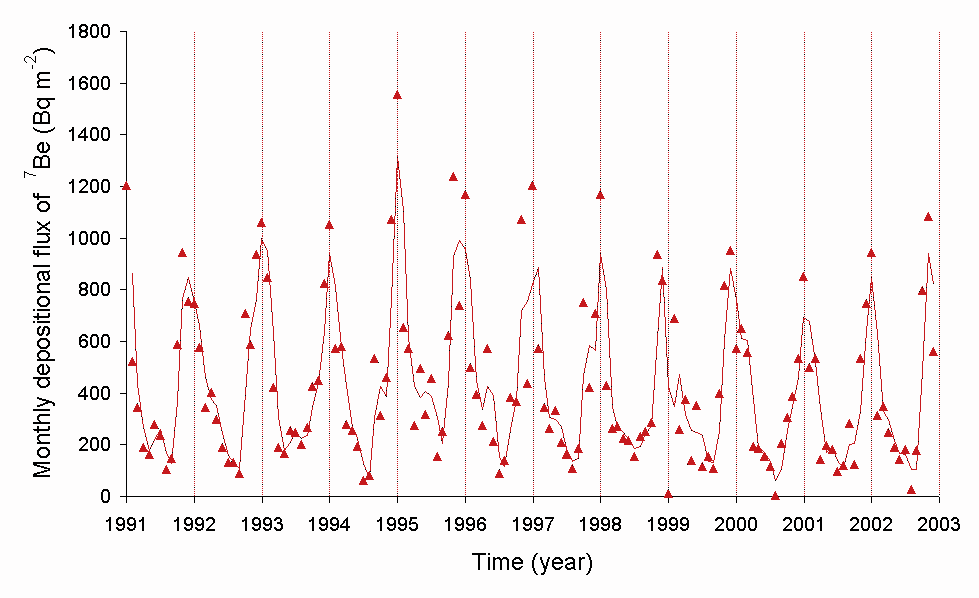
Afgifte van ^{7}Be vanuit de lucht naar de bodem in Japan.

## Overzicht
| Nuclide | Z (p) | N (n) | Isotopische massa (u) | Halveringstijd    | Verval                                                                                 | VE           | VP      | Kernspin | Isotopische verhouding (molfractie) | Natuurlijk voorkomen (molfractie) |
| ------- | ----- | ----- | --------------------- | ----------------- | -------------------------------------------------------------------------------------- | ------------ | ------- | -------- | ----------------------------------- | --------------------------------- |
| 5Be     | 4     | 1     | 5,04079(429)          |                   | {\displaystyle {\ce {^5_4Be -> ^4_3Li + p}}}                                           |              | 4Li     | (1/2+)   |                                     |                                   |
| 6Be     | 4     | 2     | 6,019726(6)           | 5,0(3) × 10−21 s  | {\displaystyle {\ce {^6_4Be -> ^4_2He + 2p}}}                                          | 0,092(6) MeV | 4He     | 0+       |                                     |                                   |
| 7Be     | 4     | 3     | 7,01692983(11)        | 53,22(6) dagen    | {\displaystyle {\ce {{^{7}_{4}Be}+{e^{-}}->{^{7}_{3}Li}+{\nu }_{e}}}}                  |              | 7Li     | 3/2−     | sporen                              |                                   |
| 8Be     | 4     | 4     | 8,00530510(4)         | 6,7(17) × 10−17 s | splijting: {\displaystyle {\ce {{^{8}_{4}Be}->{^{4}_{2}He}+\,_{2}^{4}\alpha }}}        | 6,8(17) eV   | 4He     | 0+       |                                     |                                   |
| 9Be     | 4     | 5     | 9,0121822(4)          | stabiel           | stabiel                                                                                | stabiel      | stabiel | 3/2−     | 1,0                                 |                                   |
| 10Be    | 4     | 6     | 10,0135338(4)         | 1,39 × 106 jaar   | {\displaystyle {\ce {{^{10}_{4}Be}->{^{10}_{5}B}+{e^{-}}+{\bar {\nu }}_{e}}}}          |              | 10B     | 0+       | sporen                              |                                   |
| 11Be    | 4     | 7     | 11,021658(7)          | 13,81(8) s        | {\displaystyle {\ce {{^{11}_{4}Be}->{^{11}_{5}B}+{e^{-}}+{\bar {\nu }}_{e}}}} (97,1%)  |              | 11B     | 1/2+     |                                     |                                   |
| 11Be    | 4     | 7     | 11,021658(7)          | 13,81(8) s        | {\displaystyle {\ce {^11_4Be -> ^7_3Li + e^- + ^4_2\alpha}}} (2,9%)                    |              | 7Li     | 1/2+     |                                     |                                   |
| 12Be    | 4     | 8     | 12,026921(16)         | 21,49(3) ms       | {\displaystyle {\ce {{^{12}_{4}Be}->{^{12}_{5}B}+{e^{-}}+{\bar {\nu }}_{e}}}} (99,48%) |              | 12B     | 0+       |                                     |                                   |
| 12Be    | 4     | 8     | 12,026921(16)         | 21,49(3) ms       | {\displaystyle {\ce {^12_4Be -> ^11_5B + e^- + n}}} (0,52%)                            |              | 11B     | 0+       |                                     |                                   |
| 13Be    | 4     | 9     | 13,03569(8)           | 0,5(1) ns         | {\displaystyle {\ce {^13_4Be -> ^12_4Be + n}}}                                         |              | 12Be    | (1/2)+   |                                     |                                   |
| 14Be    | 4     | 10    | 14,04289(14)          | 4,84(10) ms       | {\displaystyle {\ce {^14_4Be -> ^13_5B + e^- + n}}} (81,0%)                            |              | 13B     | 0+       |                                     |                                   |
| 14Be    | 4     | 10    | 14,04289(14)          | 4,84(10) ms       | {\displaystyle {\ce {{^{14}_{4}Be}->{^{14}_{5}B}+{e^{-}}+{\bar {\nu }}_{e}}}} (16,0%)  |              | 14B     | 0+       |                                     |                                   |
| 14Be    | 4     | 10    | 14,04289(14)          | 4,84(10) ms       | {\displaystyle {\ce {^14_4Be -> ^12_5B + e^- + 2n}}} (5,0%)                            |              | 12B     | 0+       |                                     |                                   |
| 15Be    | 4     | 11    | 15,05346(54)          | < 200 ns          |                                                                                        |              |         |          |                                     |                                   |
| 16Be    | 4     | 12    | 16,06192(54)          | < 200 ns          |                                                                                        |              |         | 0+       |                                     |                                   |

## Overzicht van isotopen per element
|             | 1           |             |                                              |                                              |                                              |                                              |                                              |                                              |                                              |                                              |                                              |                                              |    |    |    |    |    | 18 |
| 1           | H           | 2           | Periodiek systeem                            | Periodiek systeem                            | Periodiek systeem                            | Periodiek systeem                            | Periodiek systeem                            | Periodiek systeem                            | Periodiek systeem                            | Periodiek systeem                            | Periodiek systeem                            | Periodiek systeem                            | 13 | 14 | 15 | 16 | 17 | He |
| 2           | Li          | Be          | De links verwijzen naar isotopen per element | De links verwijzen naar isotopen per element | De links verwijzen naar isotopen per element | De links verwijzen naar isotopen per element | De links verwijzen naar isotopen per element | De links verwijzen naar isotopen per element | De links verwijzen naar isotopen per element | De links verwijzen naar isotopen per element | De links verwijzen naar isotopen per element | De links verwijzen naar isotopen per element | B  | C  | N  | O  | F  | Ne |
| 3           | Na          | Mg          | 3                                            | 4                                            | 5                                            | 6                                            | 7                                            | 8                                            | 9                                            | 10                                           | 11                                           | 12                                           | Al | Si | P  | S  | Cl | Ar |
| 4           | K           | Ca          | Sc                                           | Ti                                           | V                                            | Cr                                           | Mn                                           | Fe                                           | Co                                           | Ni                                           | Cu                                           | Zn                                           | Ga | Ge | As | Se | Br | Kr |
| 5           | Rb          | Sr          | Y                                            | Zr                                           | Nb                                           | Mo                                           | Tc                                           | Ru                                           | Rh                                           | Pd                                           | Ag                                           | Cd                                           | In | Sn | Sb | Te | I  | Xe |
| 6           | Cs          | Ba          | ↓                                            | Hf                                           | Ta                                           | W                                            | Re                                           | Os                                           | Ir                                           | Pt                                           | Au                                           | Hg                                           | Tl | Pb | Bi | Po | At | Rn |
| 7           | Fr          | Ra          | ↓↓                                           | Rf                                           | Db                                           | Sg                                           | Bh                                           | Hs                                           | Mt                                           | Ds                                           | Rg                                           | Cn                                           | Nh | Fl | Mc | Lv | Ts | Og |
|             |             |             |                                              |                                              |                                              |                                              |                                              |                                              |                                              |                                              |                                              |                                              |    |    |    |    |    |    |
| Lanthaniden | Lanthaniden | Lanthaniden | La                                           | Ce                                           | Pr                                           | Nd                                           | Pm                                           | Sm                                           | Eu                                           | Gd                                           | Tb                                           | Dy                                           | Ho | Er | Tm | Yb | Lu |    |
| Actiniden   | Actiniden   | Actiniden   | Ac                                           | Th                                           | Pa                                           | U                                            | Np                                           | Pu                                           | Am                                           | Cm                                           | Bk                                           | Cf                                           | Es | Fm | Md | No | Lr |    |

5Be · 6Be · 7Be · 8Be · 9Be · 10Be · 11Be · 12Be · 13Be · 14Be · 15Be · 16Be · 17Be